# カトウ・サトリ

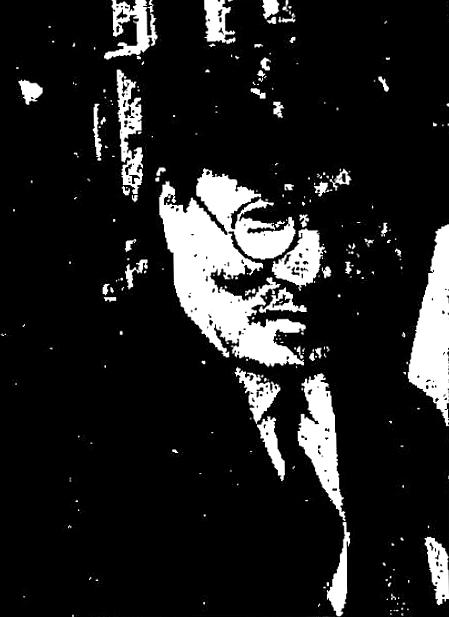

カトウ・サトリ （加藤 サトリ、加藤 了、生没年不詳）は、日本の化学者。コーヒー抽出液を真空乾燥して粉末にするインスタントコーヒーの特許をアメリカ合衆国で取得した。
英語ではSatri Katoのほか、Sartri Katoとも表記される。

## 記録
19世紀末、シカゴに留学し緑茶粉末化の研究を行っていた加藤は水分除去法を開発、米国で知られるところとなり、米国のコーヒー輸入業者と焙煎業者がコーヒーでの応用を依頼した。依頼に応じた加藤は、米国人化学者の協力を得て1899年（文献によっては1881年）、コーヒー抽出液を真空乾燥して粉末にすることに成功、1901年4月17日、特許出願の書類を提出した。
1901年にバッファローで行われたパンアメリカン博覧会で「ソリュブル・コーヒー」（可溶性コーヒー）として発表した。
1903年8月11日に特許"Coffee Concentrate and Process of Making Same" (No. 735,777)を取得。しかし、商品化には成功しなかった。
Kato Coffee Company（カトウコーヒー社）を設立していた。

## 異説
加藤秀俊は、カトウ・サトリは日本でコーヒーの粉末化実験に成功したとしている。

## 他の特許取得者
1889年にニュージーランドのデイビッド・ストラングが「ソリュブル・コーヒー・パウダー」の作成法の特許を取得している。
その後、1906年にアメリカ人発明家のジョージ・ワシントン(George C.L. Washington)が別の特許を取得した。1909年にヨーロッパで「ベルナ」というインスタントコーヒーが販売されたが、そのラベルに発明者はジョージ・ワシントンと書かれていたが、詳細は不明である。ワシントンはRed E Coffeeの大量生産を開始し、第一次世界大戦中の米軍で供給された。